# عدد ترتیبی سلطنتی
عدد ترتیبی سلطنتی (انگلیسی: Regnal number) گونه‌ای از اعداد ترتیبی به ویژه در مبحث تاریخ‌شناسی و تاریخ‌نگاری است که برای ایجاد تمایز میان افراد هم‌نام (دارای نام یکسان) از آن بهره می‌گیرند. از این شیوه به ویژه برای پادشاهان در کشورهای مختلف استفادهٔ شایانی می‌گردد. عدد ترتیبی سلطنتی، رقمی است که پس از نام سلطنتی یک پادشاه یا حاکم و ملکه قرار می‌گیرد تا به این ترتیب، میان تعدادی از پادشاهان، ملکه‌ها و شاهزادگانی که در یک قلمرو با نام سلطنتی یکسان به حکومت می‌پردازند تفاوت آشکار ملحوظ گردد.